# Смагулов, Мейрам Ахмедиянович
Мейрам Ахмедиянович Смагулов (каз. Мейрам Ахмедиянұлы Смағұлов, род. 23 апреля 1962, Сарань) — казахский политический деятель, аким города Караганда с 2012 по 2014 годы; обвинялся в злоупотреблении служебными полномочиями и был осуждён на три года тюрьмы.

## Биография
Происходит из подрода кыргыз рода каракесек племени аргын. 
Окончил Карагандинский политехнический институт в 1984 году и Алматинскую академию экономики и статистики в 2005 году. Работал с 1984 по 1992 годы в тресте «Карагандажилстрой». С 1992 по 2003 годы работал в городе Сарань сначала главным архитектором, затем первым заместителем акима города. С июля 2003 по январь 2009 — аким города Сарань, затем до октября 2012 года — начальник управления строительства Карагандинской области.
8 октября 2012 года назначен акимом города Караганда. 24 июня 2014 года покинул пост по собственному желанию, но вскоре был арестован и стал обвиняемым в уголовном деле о злоупотреблении служебными полномочиями. Смагулов обвинялся в том, что заставил в 2013 году строительную компанию ЮТЭКС, строившую государственные дома по госпрограмме «Доступное жильё», бесплатно сделать ремонт в его особняке (компания вложила в ремонт жилища собственные 5 миллионов тенге). Смагулов попал в число 21 обвиняемого, проходившего по делу о коррупции в Карагандинской области. Суд признал Смагулова виновным в конце 2015 года и приговорил того к 3 годам лишения свободы, затем срок был сокращён до двух лет. 31 марта 2016 года Смагулов обратился в суд с ходатайством об условно-досрочном освобождении, которое было удовлетворено.
Женат, двое детей.